# MacFan
MacFan was een magazine gericht op gebruikers van Apple Macintosh computers. Het werd in 1995 opgericht en verscheen tot en met 2017. In 2018 ging het verder als Machina. Het magazine richtte zich toen op leven in een digitale wereld. Het laatste nummer van Machina verscheen in oktober 2019. Daarna keerden de initiatiefnemers terug naar de naam MacFan, nu voor een mailinglijst die zowel een gratis versie kent als een variant met een abonnementstarief.

## Historie
MacFan, dat vanaf 1996 tweemaandelijks verscheen, was het grootste in de Benelux gepubliceerde en in het Nederlands verkrijgbare, magazine. Het was gericht op gebruikers van Apple-producten, met een focus op de Mac, maar in recente jaren ook aandacht voor iOS-apparaten zoals de iPhone en iPad. Het blad werd opgericht door uitgever Jan van Die en Alfred Konijnenbelt, hoofdredacteur vanaf nummer 1 (1995) tot nummer 76 (2008). Konijnenbelt schreef in 2007 een column waarin hij kritiek gaf op de garantie van Apple.  Apple resellers haalden MacFan toen uit protest uit de schappen. Van april 2008 tot september 2013 was Miro Lucassen hoofdredacteur. In 2012 droeg Uitgeverij Divo MacFan over aan Void Media ('Void' is een verhaspeling van 'Divo') en werd Paul Bloemers uitgever. Vanaf oktober 2013 was Ferry Piekart hoofdredacteur van het blad.
Uitgeverij Divo gaf ook het tijdschrift iPodFan uit, dat gericht was op Apple iPod gebruikers.
Deze uitgave moest echter, wegens gebruik van het door Apple geregistreerde handelsmerk iPod, na verschijning van enkele nummers gestaakt worden, omdat Apple inc. dreigde met een rechtsgeding.